# Joachim Mock
Joachim Mock (* 28. November 1926 in Magdeburg; † 18. April 2017 in Berlin) war ein deutscher Schauspieler, Filmregisseur, Drehbuchautor und Filmproduzent.

## Leben

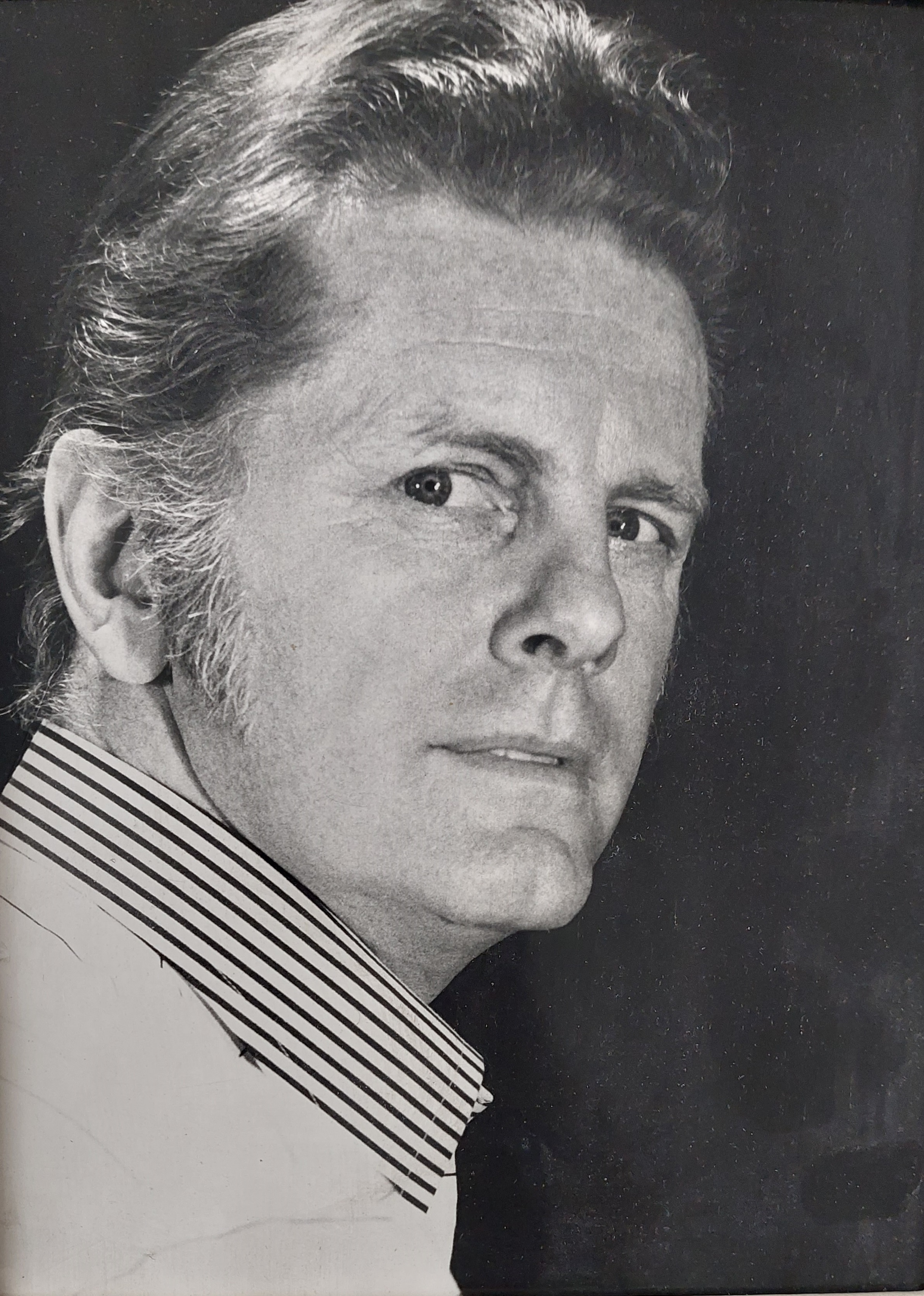
Joachim Mock (ca. 1980)

Mock begann seine schauspielerische Karriere bereits als Jugendlicher und spielte seine erste Rolle 1952 in der von Helmut Weiss inszenierten Filmkomödie Einmal am Rhein, in der er neben Maria Paudler, Jupp Hussels und Paul Henckels mitwirkte.
Nach einigen weiteren Rollen begann er mit Ninotschka und Peer (1962) seine Arbeit als Filmregisseur. An diesem Liebesfilm mit Arthur Binder, Erna Haffner und Anita Kupsch arbeitete er zugleich als Produzent und Drehbuchautor mit. Neben einigen wenigen weiteren Regiearbeiten wirkte er bis 1988 als Schauspieler in Nebenrollen in mehr als zwanzig Filmen und Fernsehserien mit. Außerdem arbeitete Mock auch als Synchronsprecher.
Der Politiker Peer Mock-Stümer ist sein Sohn.

## Filmografie
S = Schauspieler, R = Regisseur, P = Produzent, D = Drehbuchautor
- 1952: Einmal am Rhein (S)
- 1954: Unternehmen Edelweiß (S)
- 1956: Schrei des Gewissens (Les assassins du dimanche) (S)
- 1958: Ein Sommernachtstraum (S, Fernsehfilm)
- 1958: U 47 – Kapitänleutnant Prien (S)
- 1961: Im Stahlnetz des Dr. Mabuse (S)
- 1961: Lebensborn (S)
- 1962: Ninotschka und Peer (R, P, D)
- 1963: Meine Frau Susanne (S, zwei Folgen)
- 1966: Hurra, die Rattles kommen (P)
- 1966: Förster Horn (S, Fernsehserie)
- 1967: Rockys Messer (R, P, D)
- 1969: Die Dubrow-Krise (S)
- 1976: Unter einem Dach (Fernsehserie, Folge Falschgeld) (S)
- 1977: Anpassung an eine zerstörte Illusion (S, Fernsehfilm)
- 1982: Drei Damen vom Grill (S, Fernsehserie)
- 1983: S.A.S. Malko – Im Auftrag des Pentagon (S, Fernsehserie)
- 1986: Detektivbüro Roth (S, Fernsehserie)